# Recinto amurallado de Llerena
El Castillo de Llerena es una edificación defensiva y sus orígenes se remontan al siglo XIII. Se encuentra en el término municipal de Llerena, municipio  español situado a unos 117 km de Badajoz, capital de la provincia del mismo nombre, en la Comunidad Autónoma de Extremadura, en la comarca de la  Campiña Sur.

## Historia

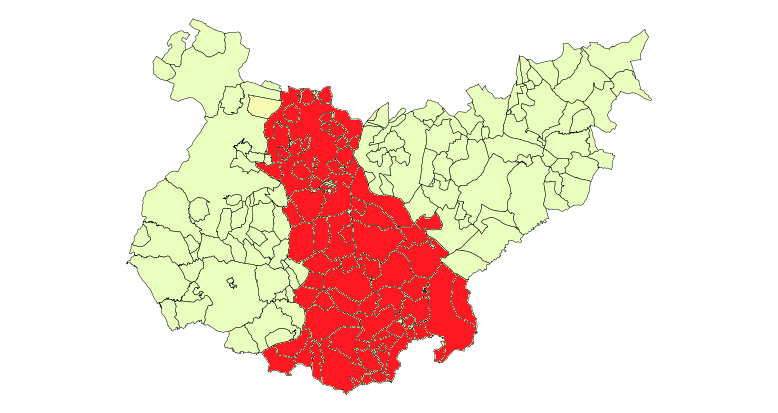
Diócesis del Priorato de San Marcos de León en la provincia de Badajoz.

Mediante su vinculación a la Orden de Santiago a partir del siglo XIII, la población de Llerena alcanzó un gran protagonismo ya que llegó a ser sede del Tribunal de la Inquisición desde 1509. También fue capital del Priorato de San Marcos de León en el siglo XV, de gran extensión ya que ocupaba una franja vertical central que iba de norte a sur de la provincia.

## Recinto amurallado
Las murallas que rodean la ciudad tienen una planta de forma  ovalada y en sus paramentos se abrieron puertas de acceso coincidiendo con las calles más importantes de la ciudad. El crecimiento de la población absorbió a una buena parte de la muralla, desaparecieron algunos lienzos y quedaron adosados otros a las nuevas construcciones. Todavía se ven unos buenos lienzos de muralla coronados por  almenaje y torres que han quedado adosadas a nuevos edificios.

## Construcción
La parte más antigua llevó a cabo a finales del siglo XIV el Maestre de la Orden de Santiago  Lorenzo Suárez y los materiales empleados eran sillarejo, mampostería y tapial en algunas zonas. A finales del siglo XV también se acometieron obras importantes por iniciativa de Alonso de Cárdenas, también maestre de la citada orden. Las más importantes fueron las que se realizaron en torno a la «Puerta de la Reina», con un sistema defensivo muy eficaz, además de varias torres aledañas y a la «Puerta de Villagarcía» que está exenta del recinto y permanece sola, sin las murallas adyacentes. Pero la puerta de más empaque es la «Puerta de Montemolín» que tiene sobre ella un templete abierto al exterior, de estilo renacentista, que tiene la inscripción de «1577» que podría ser la fecha de construcción del templete o capilla. Durante el siglo XVII se siguieron añadiendo edificaciones en la parte interior de la puerta.